# 들러리
문학에서 들러리는 주인공의 뒤이자 삼배우 앞, 두 번째로 중요한 등장인물이다. 들러리는 자신의 갈등/플롯에 따라 주인공과 함께 하거나 적대할 수 있다.
사회적으로 들러리는 자기만의 주체나 주선 등을 직접하지 못하고 다른 사람 또는 그 윗사람이 하는 것에 그대로 휘말리거나 그 사람이 시키는대로 하는 사람을 가리킨다.

## 같이 보기
- 악역
- 조수

## 참고 도서
- Cuddon, J. A., 편집. (1991). 《The Penguin Dictionary of Literary Terms and Literary Theory》 3판. New York: Penguin Books. ISBN 0140512276.